# James Luther Slayden
James Luther Slayden, född 1 juni 1853 i Mayfield i Kentucky, död 24 februari 1924 i San Antonio i Texas, var en amerikansk politiker (demokrat). Han var ledamot av USA:s representanthus 1897–1919.
Slaydens grav finns på Mission Burial Park South i San Antonio i Texas.